# Klamath Falls
Klamath Falls (klamath nyelven ʔiWLaLLoonʔa, kiejtése: ˈklæməθ fɔlz) az Amerikai Egyesült Államok északnyugati részén, Oregon állam Klamath megyéjében, a Felső-Klamath-tó délkeleti partjainál, a kaliforniai határtól 40 km-re északra helyezkedik el. A 2010. évi népszámláláskor 20 840 lakosa volt. A város területe 53,51 km², melyből 2,2 km² vízi.
A telepesek az Oregon-ösvény biztonságosabbá tételéért nyitott Applegate-ösvényen át érkeztek, és költöztek be a Klamath-medencébe, amit ekkor már 4000 éve lakott volt. A Link-folyó után eredetileg Linkville-nek nevezett közösséget George Nurse alapította 1867-ben.

## Történet

### Neve
A települést 1867-ben Linkville néven alapították, majd 1892–1893 környékén változtatták Klamath Fallsra. A klamath szó a chinook nyelv emberekre megadott definíciója, amelyet a nyugati parti indiánok használtak az itt élőkre. A meghatározásból több locativus is kialakult: a modoc vagy achomawi nyelvű lutuami („tó menti lakók”) vagy a móatakni („Tule-tó menti lakók”); a különböző kifejezések keveredésének eredménye a mai klamath kifejezés, melynek klamath eredetére nincs bizonyíték. Az őslakosok a régiót ma „Yulalona” és „Iwauna” neveken emlegetik; melyek a Link-folyó felsőbb szakaszán kialakuló erős déli szelekre utalnak.
A klamathok a Link folyami vadvízi vízeséseket Tiwishkeniként („ahol a vízesések összefutnak”) emlegetik, így került a szóba a „Falls” („vízesés”) tag; valójában az említett szakaszok inkább zuhatagok, mintsem vízesések. Ezeket a sellőket a helyi gátról lehet leginkább észlelni, ahol az átáramló vízmennyiség kevés ahhoz, hogy a sziklákat ellepje.

### Őslakosok
A körzet első ismert lakói a klamath és modoc indiánok voltak; utóbbi törzs a mai várostól 32 km-re délre élt, de amikor ellenségeikkel, a klamathokkal közös rezervátumba telepítették őket, a közeli, vulkáni tevékenység által kialakított köveknél rejtőztek el. Ez a felkelés vezetett a modoc háború kitöréséhez, amely 1872–1873 között félmillió dolláros veszteséget okozott az USA lovasságának; ez az összeg mai árfolyamon 8 millió dollár (kb. 2,1 milliárd forint). Az ütközetekben 17 indián és 83 fehér halt meg.
Az Oregoni-ösvény biztonságosabbá tétele érdekében 1846-ban jelölték ki az Applegate-ösvényt. Az első, nem őslakos telepes a 19 éves Wallace Baldwin, aki 1852-ben 50 lóval érkezett ide. 1867-ben George Nurse az Ewauna-tótól északra lévő Link-folyó után Linkville-nek nevezte el a települést.

### 20. század
A mezőgazdaság lehetővé tételének érdekében 1906-ban csatornaépítésekbe kezdtek; az első, „A” jelű főcsatorna 1907. május 22-től szolgáltat vizet; ennek egyik célja az volt, hogy a földhöz jutott világháborús veteránok gazdálkodhassanak.
A második világháború idején a szomszédos kaliforniai Newellben működött a Tule Lake War Relocation Camp, valamint a szomszédos Jackson megyében, Tulelake-hez közel egy fogolytábort is létesítettek. 1945 májusában a várostól 48 km-re keletre (Bly közelében) egy templomra dobott japán tűzballon egy nőt és öt gyereket megölt. A rendelkezésre álló források szerint ez volt a háború egyetlen, az USA szárazföldje ellen japánok által elkövetett támadása.
A 20. század első felében a gazdaság a faiparra épített. Amikor a Southern Pacific Railroad vonala 1909-ben elérte a közösséget, a népesség pár száz főről több ezerre duzzadt. Számos, a kivágott ezüst- és tűnyalábos fenyőket feldolgozó üzem nyílt; az üzletág az 1980-as évek végéig virágzott, amikor az ipar miatt a nyugati erdeibagoly és több más faj is veszélybe került.
1993. szeptember 20-án több földrengés is volt a várostól nem messze, amik a belvárosban is éreztették hatásukat: több ház, köztük a megyei törvényszék, valamint a Szent Szív Akadémia és Kolostor épülete is megrongálódott. Az események miatt ketten életüket vesztették.

### Vízviták
A város 2001-ben került az újságok címlapjára, miután egy bírósági döntés kimondta, a veszélyeztetett fajok védelméről szóló törvény értelmében le kell állítani a földek vízellátását megoldó projektet. Az említett állatokat listázó szövetségi jegyzékbe a Lost folyami- és a rövidorrú bojtorjánhal 1988-ban került be; később, a 2001-es aszály idején kutatók egy csoportja arra jutott, hogy a víz további csapolása a Felső-Klamath-tóban élő fajok, illetve a Klamath folyami coho lazac esetében végzetes következményekkel járhat. Az eredményre válaszul farmerek és polgárok egy csoportja 2001. május 7-én élőláncot alkotott a főutcán; az eseményen 18 000 farmer, gazdák, városlakók és politikusok is részt vettek. Az eset emlékére két szobrot is emeltek. Az ellenállás miatt elvetették a vízgazdálkodási változtatást, és 2002 elejétől folytatódott a korábbi gyakorlat.
2002-ben a Klamath- és Trinity-folyók alacsony vízállása és magas hőmérséklete miatt 33 000 lazac pusztult el;} ez lényegében megsemmisítette a helyi halipart, ezért a halászok több, mint 60 millió dollár segélyt kaptak. A Trinity vízének 90%-át Kaliforniába irányították át.
A tudományos akadémia 2003. október 20-án közzétett vizsgálata szerint az öntözés korlátozása nem sokat segített, akár árthatott is a halpopulációnak; az eredményt később egy másik jelentés kritizálta. A bojtorjánhalak szaporodásának elősegítésére a Chiloquin-gátat lebontották.

### Geotermikus energia
A város alatt jól kihasználható geotermikus források találhatók, amelyeket már az 1900-as évek eleje óta hasznosítanak. A belvárosban 1981-ben új fűtőrendszert telepítettek, amelyet 1982-ben bővítettek; a munkálatokat a saját kazánokat üzemeltető lakástulajdonosok ellenezték, mert féltek, hogy az új hálózat hatására változna a vízszint, és csökkenne saját eszközeik hatásfoka. A munkálatokat két évre felfüggesztették, majd 1984-ben a víztározó vizsgálata kimutatta, hogy a városi és privát rendszerek nem lennének hatással egymásra. 1986-ban csőtörések miatt leállították a rendszert; a hibákat 1991-re orvosolták, amikor a hálózat újraindult. Az azóta újra kibővített rendszer az Oregoni Technológiai Intézet szerint megtérült, illetve ahhoz közel áll. A geotermikus energiát lakások, iskolák, üvegházak, hivatalok és kereskedelmi egységek fűtésére használják, valamint innen nyeri a működéshez szükséges hőt a helyi hulladékfeldolgozó, és az utakon és járdákon üzembehelyezett hóleolvasztó berendezések is.

### Levegőminőség
Az Oregoni Környezetügyi Hivatal szerint jelentős erőfeszítéseket tesznek a Klamath-medence levegőjének javítására; a várost vizsgáló 2012 szeptemberi jelentésükben a következőket írják:
A város földrajza, éghajlata és a fatüzelésű kályhák nagy száma miatt Klamath Falls régóta küzd a légszennyezettséggel és annak megoldásával. Ahogy az egészségügyi kockázatok egyre inkább fontosabbak lettek, a Környezetvédelmi Ügynökség úgy finomította egyre jobban az ajánlott határértékeket. Klamath Falls 1994-ben fogadta el a PM10-koncentrációról szóló ajánlást. Miután 2009-ben az ügynökség új, a PM2,5-értékekre vonatkozó számot vezetett be, a város levegőjét szennyezettnek minősítették. A hivatal dolgozik azon, hogy a település ezeket az ajánlásokat teljesíteni tudja.
2007-ben Klamath megye felülvizsgálta a tiszta levegő érdekében hozott rendeletét az alábbiak szerint:
- Az elégethető tűzifa mennyiségének korlátozása az időjárás függvényében
- Lakások eladásakor a nem minősített berendezéseket ki kell szerelni
- Hordókból való égetés megtiltása
- Fatüzelésű kályhák számának visszaszorítása
- A város és a környezetvédelmi hivatalok és ügynökségek közös akciójában 2008 és 2011 között számos kályhát cseréltek le, ezzel csökkent a légszennyezettség mértéke[21]

## Éghajlat
Klamath Falls mottóját („Oregon napsütötte városa”) az évi 300 napsütéses nap miatt kapta. A település magasan fekszik; telei hidegek és havasak, nyári délutánjai forróak, -éjszakái pedig hűvösek. A Köppen-skála szerint a város éghajlata meleg nyári mediterrán (Csb-vel jelölve), de egyesek szerint inkább kontinentális mediterrán (Dsb-vel jelölve).
A régió többi részéhez hasonlóan a nyarak itt is szárazak, a legtöbb csapadék hó formájában télen hull. Ugyan éghajlata nem száraz vagy félszáraz, a nyugatra lévő Cascade-hegység árnyékolása miatt évente mindössze 340,6 mm csapadék esik. A legcsapadékosabb időszak 1957 júliusától 1958 júniusáig (517,1 mm), a legszárazabb pedig 1954 júliusától 1955 júniusáig (154,7 mm) volt. A melegrekord 1911. július 27-én, a hidegrekord pedig 1888. január 25-én dőlt meg. Évente átlagosan 120 nap esik fagypont alá a hőmérséklet, először szeptember 21-én, utoljára pedig június 1-jén. Évente két nap van 32,2 fok vagy melegebb, és két éjszaka megy a hőmérő higanyszála -17,8 fokig vagy az alá.
A legcsapadékosabb a december–január időszak, a legszárazabb pedig július hónap. A legmelegebb hónap július, a leghidegebb pedig január.
| Hónap                                   | Jan.  | Feb.  | Már.  | Ápr.  | Máj. | Jún. | Júl. | Aug. | Szep. | Okt.  | Nov.  | Dec.  | Év    |
| --------------------------------------- | ----- | ----- | ----- | ----- | ---- | ---- | ---- | ---- | ----- | ----- | ----- | ----- | ----- |
| Rekord max. hőmérséklet (°C)            | 26,0  | 21,0  | 25,0  | 31,0  | 37,0 | 38,0 | 40,0 | 41,0 | 39,0  | 33,0  | 26,0  | 17,0  | 41,0  |
| Átlagos max. hőmérséklet (°C)           | 3,4   | 6,7   | 10,4  | 15,2  | 19,7 | 24,3 | 29,6 | 28,9 | 24,4  | 17,6  | 9,1   | 4,1   | 16,2  |
| Átlaghőmérséklet (°C)                   | −1,5  | 1,3   | 4,1   | 7,8   | 11,8 | 15,8 | 20,2 | 19,4 | 15,3  | 9,8   | 3,5   | −0,6  | 9,0   |
| Átlagos min. hőmérséklet (°C)           | −6,3  | −4,2  | −2,2  | 0,3   | 3,9  | 7,2  | 10,8 | 9,9  | 6,2   | 1,9   | −2,1  | −5,2  | 1,7   |
| Rekord min. hőmérséklet (°C)            | −31,0 | −23,0 | −21,0 | −12,0 | −8,0 | −6,0 | −2,0 | −2,0 | −7,0  | −12,0 | −17,0 | −27,0 | −31,0 |
| Átl. csapadékmennyiség (mm)             | 51    | 35    | 32    | 21    | 25   | 20   | 7    | 10   | 14    | 26    | 47    | 53    | 341   |
| Forrás: Western Regional Climate Center |       |       |       |       |      |      |      |      |       |       |       |       |       |

## Népesség

### 2010
A 2010-es népszámláláskor a városnak 20 840 lakója, 8542 háztartása és 4876 családja volt. A népsűrűség 406,2 fő/km2. A lakóegységek száma 9595, sűrűségük 187 db/km2. A lakosok 83,4%-a fehér, 1%-a afroamerikai, 4,3%-a indián, 1,6%-a ázsiai, 0,1%-a a Csendes-óceáni szigetekről származik, 4,5%-a egyéb, 5%-a pedig kettő vagy több etnikumú. A spanyol vagy latino származásúak aránya 11,8% (10% mexikói, 0,4% Puerto Ricó-i, 0,1% kubai, 1,3% egyéb spanyol vagy latino származású.)
A háztartások 30,4%-ában élt 18 évnél fiatalabb. 38,5% házas, 13% egyedülálló nő, 5,6% egyedülálló férfi, 42,9% pedig nem család. 32,9% egyedül élt; 11,3%-uk 65 éves vagy idősebb. Egy háztartásban átlagosan 2,35 személy élt; a családok átlagmérete 2,98 fő.
A medián életkor 33,6 év volt. A város lakóinak 23,6%-a 18 évesnél fiatalabb, 14,6% 18 és 24 év közötti, 25,2%-uk 25 és 44 év közötti, 24,1%-uk 45 és 64 év közötti, 12,3%-uk pedig 65 éves vagy idősebb. A lakosok 49,3%-a férfi, 50,7%-a pedig nő.

### 2000
A 2000-es népszámláláskor  a városnak 19 462 lakója, 7916 háztartása és 4670 családja volt. A népsűrűség 379,3 fő/km2. A lakóegységek száma 8722, sűrűségük 170 db/km2. A lakosok 85,1%-a fehér, 1%-a afroamerikai, 4,4%-a indián, 1,3%-a ázsiai, 0,1%-a a Csendes-óceáni szigetekről származik, 4,1%-a egyéb-, 3,8%-a pedig kettő vagy több etnikumú. A spanyol vagy latino származásúak aránya 9,3% (7,5% mexikói, 0,2% Puerto Ricó-i, 0,1% kubai, 1,5% pedig egyéb spanyol/latino származású.)
A háztartások 30%-ában élt 18 évnél fiatalabb. 42,2% házas, 11,7% egyedülálló nő; 41% pedig nem család. 32,4% egyedül élt; 11,9%-uk 65 éves vagy idősebb. Egy háztartásban átlagosan 2,36 személy élt; a családok átlagmérete 2,99 fő.
A város lakóinak 25,5%-a 18 évesnél fiatalabb, 9,2% 18 és 24 év közötti, 27,2%-uk 25 és 44 év közötti, 21,5%-uk 45 és 64 év közötti, 12,8%-uk pedig 65 éves vagy idősebb. A medián életkor 33,4 év volt. Minden 100 nőre 102 férfi jut; a 18 évnél idősebb nőknél ez az arány 99,8.
A háztartások medián bevétele 28 498 amerikai dollár, ez az érték családoknál $37 021. A férfiak medián keresete $31 567, míg a nőké $22 313. A város egy főre jutó bevétele (PCI) $16 710. A családok 16,2%-a, a teljes népesség 21,9%-a élt létminimum alatt; a 18 év alattiaknál ez a szám 26,8%, a 65 évnél idősebbeknél pedig 9,5%.

## Városvezetés

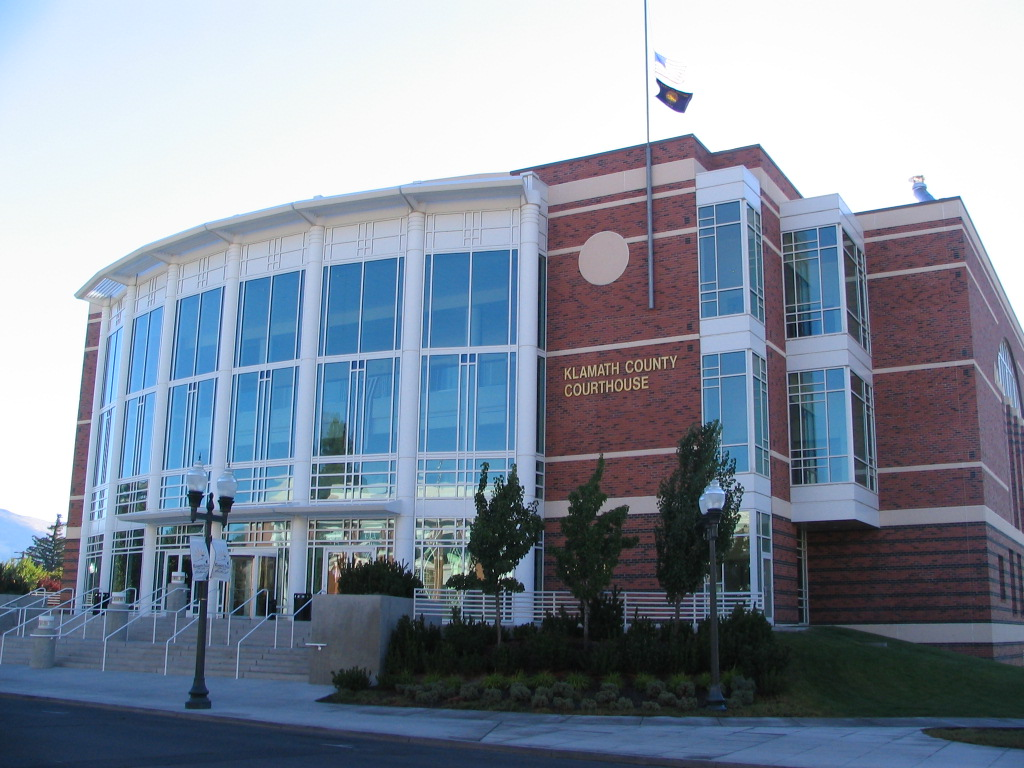
A megyei törvényszék

Klamath Falls a városkezelési feladatok ellátására az 1972-ben megszavazott alapszabály-módosítás óta egy menedzsert alkalmaz. A független képviselőtestület öt tagból áll; mindegyiküket öt jelöltből választják ki. A megbízatás négy évre szól, a képviselők pedig visszahívhatók. A szintén független polgármestert is négy évre választják; ő elnököl a testületi üléseken és bármely, max. 3 tag által elfogadott rendeletet megvétózhatja.
A város adminisztratív ügyeiért a menedzser felel, akit a képviselőtestület jelöl, megbízatása pedig korlátlan időre szól, valamint a képviselők választják a városi bírót és -ügyészt is. A település polgármestere 1992 óta a jelenleg ötödik ciklusát töltő Todd Kellstrom, a menedzser pedig Nathan Cherpeski.
A helység állami szinten a 26. szenátusi körzetben (képviselője a republikánus Doug Whitsett) és az 56. képviselőházi körzetben (képviselője a szintén republikánus Bill Garrard) fekszik. Szövetségi szinten Klamath Falls az oregoni második kongresszusi kerületben (képviselője a republikánus Greg Walden). Az USA választási körzeteit a két nagy párt iránti elkötelezettségük alapján vizsgáló Cook Partisan Voting Indexen a 2. kerület R+10 értékkel szerepel.

## Gazdaság
A város legnagyobb foglalkoztatói a Sky Lakes Medical Center, a Klamath Falls-i Városi Iskolakerület, a JELD-WEN nyílászáró-készítő, a szűrőgyártó Collins Products Company, a Columbia Forest Products fafeldolgozó, a NEW Corp ügynökség, a Klamath megyei Iskolakerület és az Oregoni Technológiai Intézet.

## Infrastruktúra

### Oktatás

#### Közoktatás

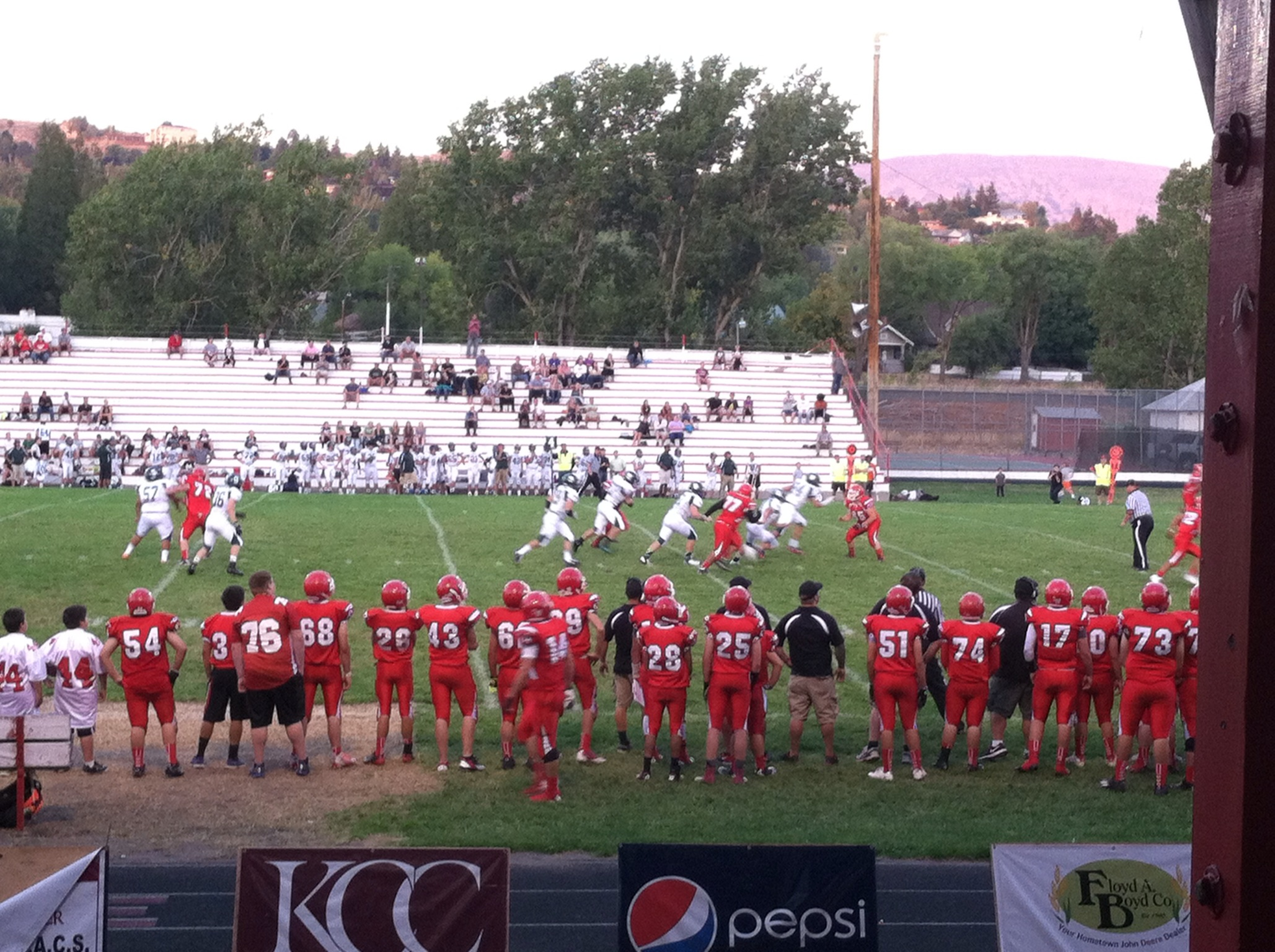
A Klamath Union High School focicsapata

A település iskolái a Klamath Falls-i Városi Iskolakerület, az ennek területén kívül eső intézmények pedig a Klamath megyei Iskolakerület alá tartoznak; a belterületiek a következők:
- Általános iskolák: Conger-, Mills, Pelican- és Roosevelt Elementary School
- Középiskola: Ponderosa Middle School
- Gimnáziumok: Klamath Learning Center és Klamath Union High School

#### Felsőoktatás
- Klamath Közösségi Főiskola[39]
- Oregoni Technológiai Intézet[40]
- Kozmetológiai Főiskola[41]

### Közlekedés

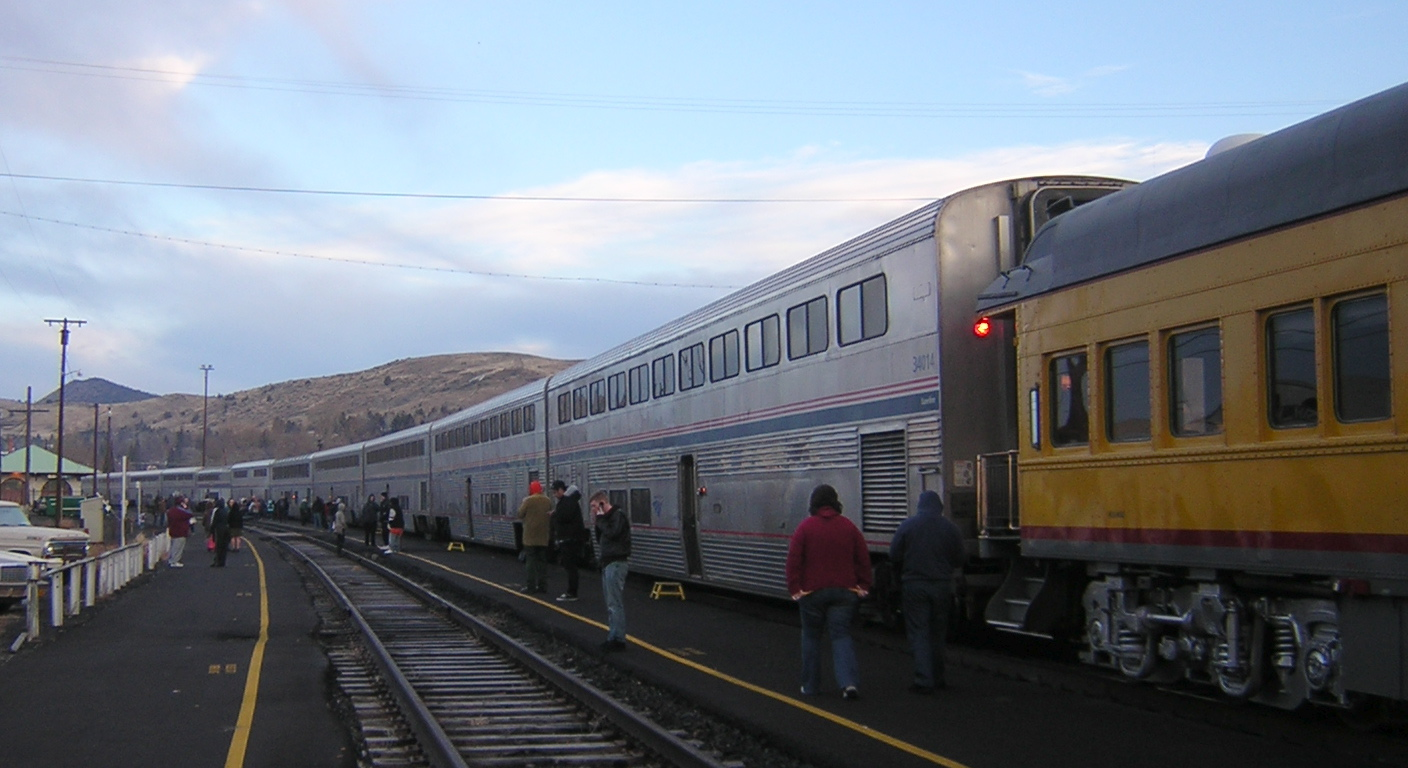
A Coast Starlight a helyi vasútállomáson

Az Amtrak Seattle és Los Angeles között közlekedő Coast Starlight vonata irányonként naponta egyszer megáll a városban.
A helyi közlekedést a város által alapított Basin Transit Service biztosítja. A távolsági buszközlekedést Medford és Brookings irányába az Oregon POINT járat, a kaliforniai Alturas irányába heti egyszer pedig a Sage Stage biztosítja.
A légibázis részét képező Klamath Falls-i repülőtér a belvárostól 10 km-re délre fekszik.

### Katonai légibázis
A Kingsley Field bázison (másik nevén Klamath Falls-i repülőtér) állomásozik a légvédelem 173. had- és 270. légiirányító egysége. A gárda pilótái F-15-ös gépek C és D változataival repülnek.
A légibázis rendelkezik Oregon második legnagyobb futópályájával (3140 méter hosszú és 46 méter széles), amely a Space Shuttle vész-leszállóhelye lett volna. A területet kiképzésekre is használják, ami a helység légterében nagy légiforgalmat eredményez.

### Pihenés

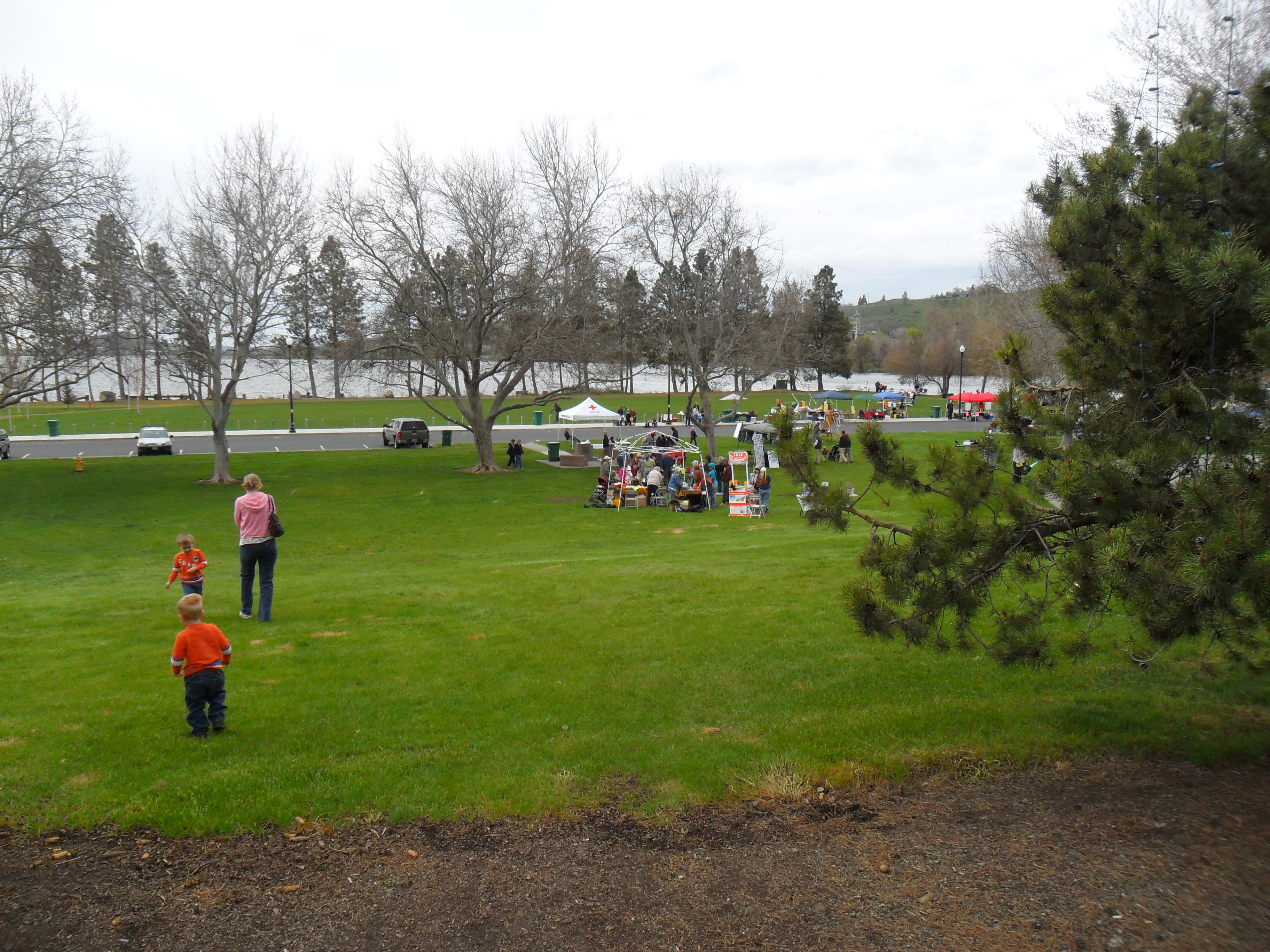
Veteránok Emlékparkja

Klamath Falls számos lehetőséget nyújt a kikapcsolódásra. A Sziklás-hegységtől nem messze fekvő Klamath-tónál található az Arnold Palmer által tervezett Running Y élménypark és hotel, ahol golfozni és jégkorcsolyázni is lehet, valamint a közeli Rocky Point település kenuzásra is alkalmat ad.
A Moore Parkban közösségi segítséggel számos sétányt létesítettek, amelyek közkedveltek a túrázók, futók és kerékpárosok körében is. A Felső-Klamath-tó körül, a Klamath-medencében található területen tereprendezés és növényültetés is végbement, így a vállalkozó kedvűek különböző nehézségű szakaszokkal találkozhatnak.
Az OC&E egykori vasútvonalát követő túraútvonal Oregon legnagyobb állami parkja. A Wiard Memorial Park and Recreation District által üzembentartott sétány és a Wiard Park május 1. és október 1. között reggeltől estig tart nyitva. A belvárosban, az Ewauna-tó partja mentén egy a veteránoknak emléket állító park is található.
A város a madarak által használt nyugati parti vonulási útvonal alatt fekszik, így az év során számos lúdféle és hüllő figyelhető meg; ilyenek a 16 km-re nyugatra lévő Medve-völgyben, Keno mellett a telek során fészkelő fehérfejű rétisas, vagy a nyaranta megfigyelhető orrszarvú pelikán.
A Kráter-tavi Nemzeti park 80 km-re északra található; a vizet körülölelő 50 km-es körgyűrű a biciklisek kedvelt helye, valamint télen síelők és hótaposók is megfordulnak itt. A körgyűrű mentén évente maratont rendeznek.
A Lava Beds National Monument Klamath Fallstól 48 km-re délkeletre, a kaliforniai Tulelake közelében található. Itt találhatóak a világ legnagyobb, vulkáni tevékenység során keletkezett alagútjai, valamint az emlékmű bemutatja az első modoc háborút is.
A Hegyi-tavi Tájvédelmi Körzet az USA egyik első ilyen kijelölt területe. A helységtől nyugatra található körzetben az ősi tavakban is lehet horgászni.

## Rádióadók
| Középhullám (AM)      | Középhullám (AM)               | Középhullám (AM)           |
| Frekvencia [kHz]      | Hívójel                        | Tematika                   |
| --------------------- | ------------------------------ | -------------------------- |
| 960                   | KLAD-AM                        | Sport                      |
| 1150                  | KAGO-AM                        | Hírek, beszélgetős műsorok |
| 1240                  | KRJW-AM                        | Sport                      |
| 1450                  | KFLS-AM                        | Hírek, beszélgetős műsorok |
| Ultrarövidhullám (FM) |                                |                            |
| Frekvencia [MHz]      | Hívójel                        | Tematika                   |
| 88,1                  | Átjátszóadó                    | Vallási műsorok            |
| 88,5                  | Jefferson Public Radio         | Hírek, komolyzene          |
| 89,5                  | KTEC-FM                        | Egyetemi                   |
| 90,5                  | Jefferson Public Radio         | Hírek, információk         |
| 90,9                  | Jefferson Public Radio         | Hírek, ritmuszene          |
| 93,3                  | –                              | Sport                      |
| 91,9                  | Jefferson Public Radio         | Hírek, információk         |
| 92,5                  | KLAD-FM                        | Country                    |
| 96,5                  | KFLS-FM (Tulelake, Kalifornia) | Country                    |
| 98,5                  | –                              | Toplistás slágerek         |
| 99,5                  | KFXX-FM                        | Egykori slágerek           |
| 100,7                 | KLKF-FM                        | Vallási műsorok            |
| 100,9                 | Átjátszóadó                    | Toplistás slágerek         |
| 104,7                 | KFEG-FM                        | Klasszikus rock            |
| 105,5                 | KKKJ-FM (Merrill)              | Toplistás slágerek         |
| 106,9                 | KKRB-FM                        | Felnőtt kortárs            |

## Nevezetes személyek
- Allison Cook – Miss Oregon 2013[52]
- Brenda Bakke – színésznő[53]
- Chad Gray – zenész[54]
- Charles S. Moore – oregoni politikus[55]
- Chris Eyre – a Sundance-i Filmfesztivál díjazottja[56]
- Dan O’Brien – olimpikon futó[57]
- Denniss Bennett – MLB-játékos[58]
- Don Pedro Colley – színész[59]
- Ernest C. Brace – pilóta[60]
- Harry D. Boivin – a képviselőház- és kétszer a szenátus elnöke[61]
- Helen J. Fyre – szövetségi kerületi bíró[62]
- Ian Dobson – a Run Eugene edzője[63]
- James Ivory – Oscar-díjra jelölt rendező[64]
- Janice Romary – olimpikon vívó[65]
- Jeff Bronkey – MLB-játékos[66]
- Kim Walker-Smith – karizmatikus mozgalmi aktivista és előadóművész[67]
- Laurenne Ross – világbajnok síelő[68]
- Marty Ravallette – karnélküli hős[69]
- Paul Zahniser – MLB-játékos[70]
- Ralph Hill – olimpikon futó[71]
- Rosie Hamlin – énekes–dalszerző[72]
- Sharron Angle – nevadai politikus[73]

## Testvérváros
- Rotorua, Új-Zéland[74]

## Fordítás
Ez a szócikk részben vagy egészben  a   Klamath Falls, Oregon című angol Wikipédia-szócikk ezen változatának fordításán alapul.  Az eredeti cikk szerkesztőit annak laptörténete sorolja fel. Ez a jelzés csupán a megfogalmazás eredetét és a szerzői jogokat jelzi, nem szolgál a cikkben szereplő információk forrásmegjelöléseként.